# Macropygia unchall
Rola-cuco-barrada, rola-cuco-listrada ou pombo-cuco-listrado (Macropygia unchall) é uma espécie de ave da família Columbidae.
Pode ser encontrada nos seguintes países: Bangladesh, Butão, Camboja, China, Índia, Indonésia, Laos, Malásia, Myanmar, Nepal, Tailândia e Vietname.
Os seus habitats naturais são: florestas boreais e florestas subtropicais ou tropicais húmidas de baixa altitude.